# Enemigos (film 1943)
Enemigos è un film del 1943 diretto da Antonio Santillán.